# Antiochenische Schule
Die Antiochenische Schule, auch Antiochenische Exegetenschule genannt, ist eine theologische Schule insbesondere der Bibelexegese aus der Frühzeit des Christentums. Die eigentliche antiochenische Schule war ein Phänomen der Spätantike (4./5. Jahrhundert), Vorläufer wie Theophilus datieren bis ins 2. Jahrhundert.

## Ausrichtung
Die Antiochenische Schule setzte sich für eine nüchterne Exegese der biblischen Schriften ein und verwarf die allegorische Auslegung. Damit stand sie im Gegensatz zur idealistischen und spekulativen Exegese der Alexandrinischen Schule. Der Gegensatz zwischen den beiden Schulen wurde unter den origenistischen und nestorianischen Streitigkeiten zu einem ausgeprägten dogmatischen Streit. Während die Antiochenische Schule an der Trennung der beiden Naturen Christi festhielt, neigte die Alexandrinische Schule zu einer monophysitischen Auffassung.

## Stifter und Vertreter
Als Stifter der Schule werden Dorotheos und Lukian, zwei Presbyter aus Antiochia in Syrien, genannt. Zu ihren bedeutendsten Vertretern gehörten Kyrill von Jerusalem, Diodorus von Tarsus und dessen Schüler Theodor von Mopsuestia sowie der Patriarch Johannes Chrysostomos von Konstantinopel. Auch Arius, der Initiator des nach ihm benannten Arianischen Streites, erwarb sich wahrscheinlich seine Bildung als Schüler des Presbyters und Märtyrers Lukian in dieser Schule.
| Frühe Antiochenische Schule - Theophilus (Bischof 169–188) - Paulus von Samosata (Bischof 260–268) - Lukian von Antiochia (250–312) - Arius (260–336) | Spätere Antiochenische Schule - Eustathius von Antiochia (Bischof 324–334) - Markell von Ancyra († 374) - Meletius von Antiochien († 381) - Wulfila († 383) - Kyrill von Jerusalem (313–386) - Diodorus von Tarsus († 394) - Flavian von Antiochia († 404) - Johannes Chrysostomus († 407) - Theodor von Mopsuestia († 428) - Nestorius († 451) - Johannes von Antiochia († 441) - Ibas von Edessa († 457) - Theodoret von Kyros († 458) - Alexander von Hierapolis (4./5. Jahrhundert) |

Auch Basilius von Caesarea und Gregor von Nazianz sind in ihrer Exegese der Antiochenischen Schule zuzurechnen. Von Basilius stammt eine der deutlichsten Kritiken der allegorischen Bibelauslegung aus der frühen Kirchengeschichte:

„Ich kenne die Gesetze der Allegorie, weniger von mir selbst als durch die Werke anderer. Es gibt tatsächlich solche, die den normalen Sinn der Schrift nicht anerkennen, für die Wasser nicht Wasser sondern eine andere Substanz ist, die in einer Pflanze oder einem Fisch sehen, was ihre Fantasie wünscht, die die Art von Reptilien und wilden Tieren ändern, damit sie in ihre Allegorien passen, wie Traumdeuter, die Visionen im Schlaf so erklären, dass sie ihren eigenen Zielen dient. Für mich ist Gras, Gras; Pflanze, Fisch, wildes Tier, Haustier, ich nehme alles im wörtlichen Sinn.“